# Kimajući mekuš
Kimajući mekuš (poniknuti mekuš, lat. Melica nutans), vrsta trajnice iz roda mekuš ili suzica (Melica). Vrsta je raširen po velikim dijelovima Euroazije, uključujući i Hrvatsku.

## Sinonimi
- Aira nutans (L.) Weber
- Dalucum nutans (L.) Bubani
- Melica amurensis (Prob.) Tzvelev
- Melica montana Lam.
- Melica montana Huds.
- Melica nutans subsp. amurensis Prob.
- Melica nutans var. composita Murr
- Melica nutans f. fissurae (Nyár.) Papp & Beldie
- Poa nutans (L.) Clairv.

- M. nutans
- M. nutans
- M. nutans
- M. nutans